# Franconia

Stema Franconiei

Franconia (în germană: Franken) este o regiune tradițională, geografică din Germania de sud. Ea se întinde în mare parte în Bavaria de Nord, nord-estul landului Baden-Württemberg și sudul Turingiei. Orașele cele mai importante din regiune sunt  Nürnberg și Würzburg.

## Franconia în Bavaria

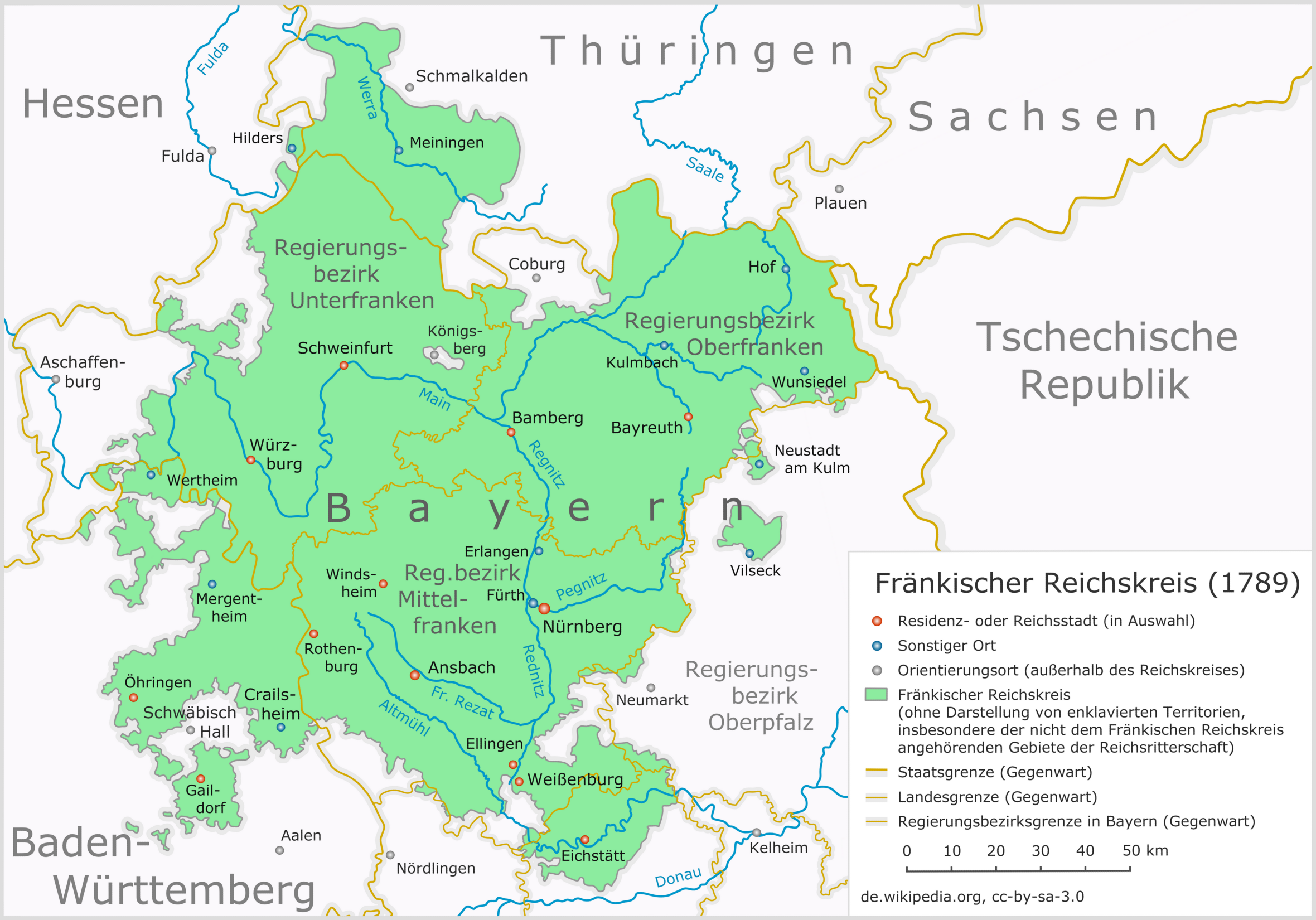
Franconia anului 1789

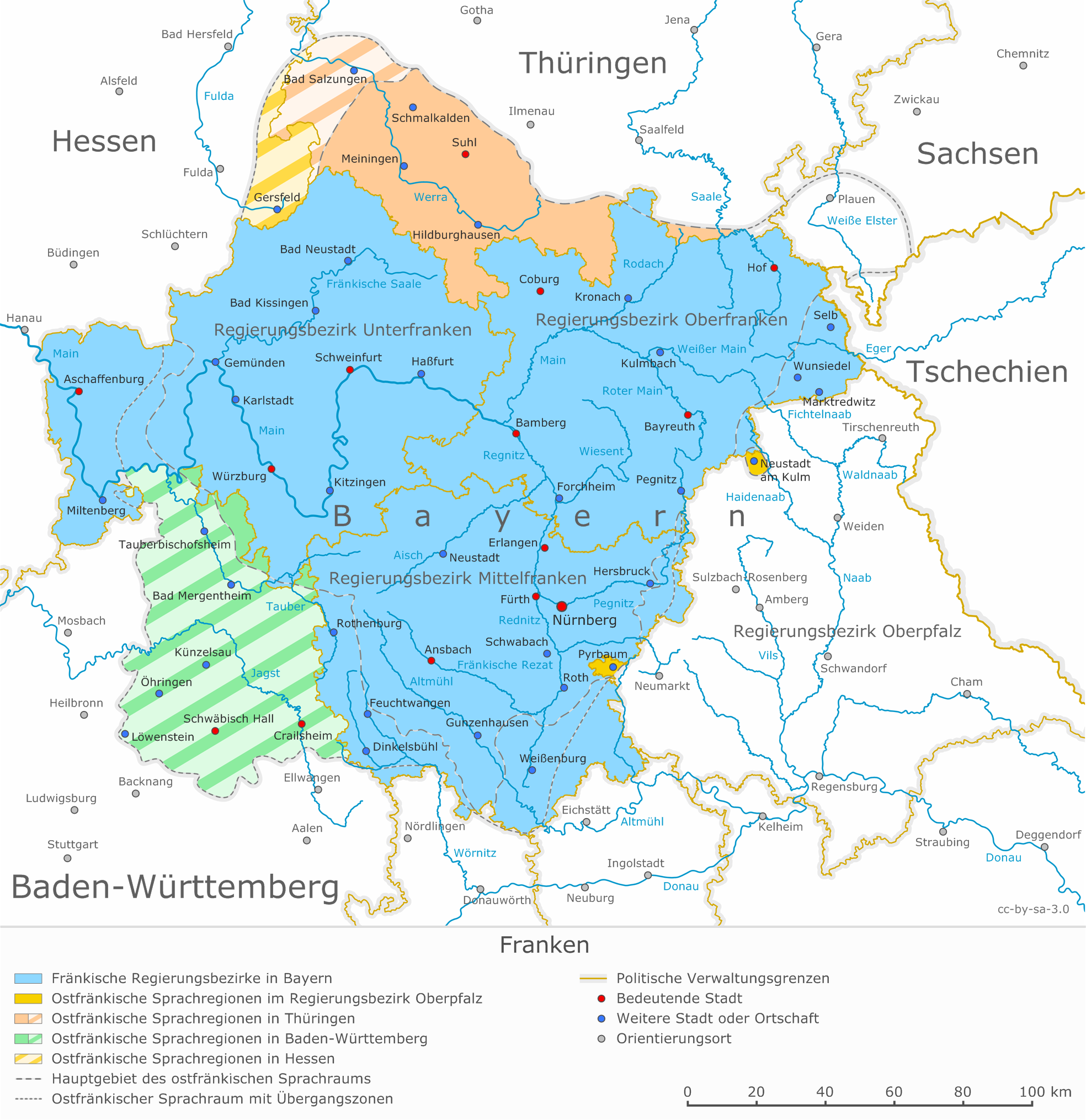
Zona geopolitică Franconia de azi

Cele trei regiuni administrative ale Franconiei

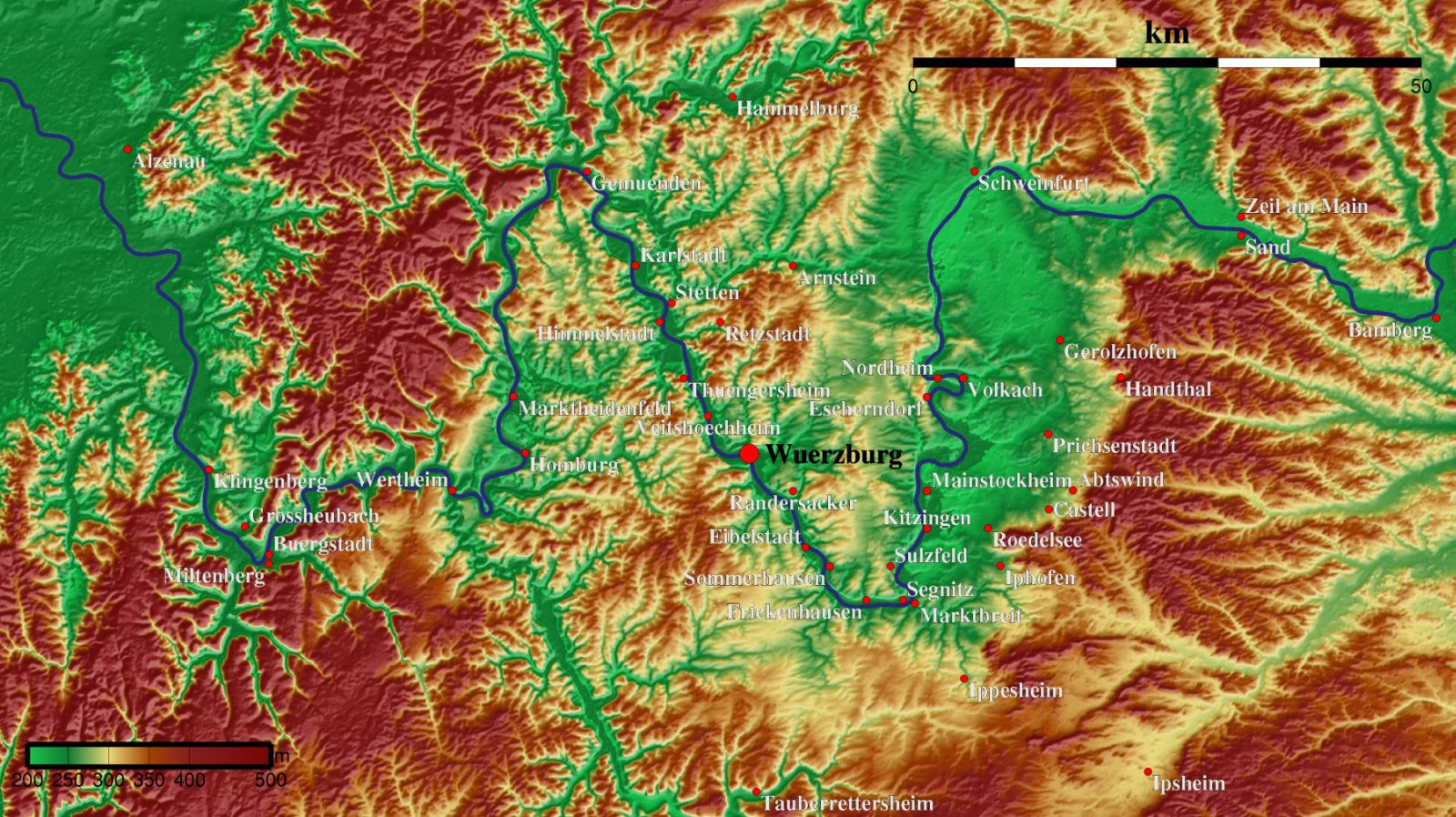
Harta zonelor viticole ale Franconiei

| Regiunea administrativă | Sediul   | AGS | Presc. | suprafața     | populație (Sept. 2005) | Loc./km² |
| Oberfranken             | Bayreuth | 094 | Ofr.   | 7.231,00 km²  | 1.103.239              | 153      |
| Mittelfranken           | Ansbach  | 095 | Mfr.   | 7.244,85 km²  | 1.708.841              | 236      |
| Unterfranken            | Würzburg | 096 | Ufr.   | 8.530,99 km²  | 1.342.308              | 157      |
| Franconia în Bavaria    |          |     |        | 23.006,84 km² | 4.154.388              | 181      |

| Oraș          | populație 31. decembrie 2000 | populație 30. iunie 2005 | populație 31. decembrie 2007 |
| ------------- | ---------------------------- | ------------------------ | ---------------------------- |
| Nürnberg      | 488.400                      | 497.254                  | 503.110                      |
| Würzburg      | 127.966                      | 133.188                  | 135.212                      |
| Fürth         | 110.477                      | 113.076                  | 114.130                      |
| Erlangen      | 100.778                      | 102.745                  | 104.650                      |
| Bayreuth      | 74.153                       | 74.137                   | 73.097                       |
| Bamberg       | 69.036                       | 69.934                   | 69.884                       |
| Aschaffenburg | 67.592                       | 68.798                   | 68.646                       |
| Schweinfurt   | 54.325                       | 55.210                   | 53.798                       |
| Hof           | 50.741                       | 48.982                   | 47.744                       |
| Coburg        | 42.427                       | 42.015                   | 41.283                       |
| Ansbach       | 40.450                       | 40.510                   | 40.330                       |
| Schwabach     | 40.125                       | 38.630                   | 38.753                       |

## Franconi în Baden-Württemberg
Până în anul 2003 exista aici „regiunea Franken”, care la 20 mai 2003 a devenit Region Heilbronn-Franken, orașele mai importante fiind  Heilbronn, Schwäbisch Hall și Crailsheim.

## Franconi în Turingia
Turingia de sud aparținea pînă în secolul al XI-lea de așezările francone Bamberg, Fulda și Hersfeld, de aceea cultura franconă se mai observă încă și azi în districtele Schmalkalden-Meiningen, Hildburghausen, Sonneberg partea de sud a districtului Wartburg ca și în orașul district Suhl.

## Geografie
Mai mulți munți domină peisajul Franconiei, printre care în sud-est Fränkische Alb, în est Fichtelgebirge. În partea de nord Frankenwald, Munții Pădurea Turingiei, Rhön și Spessart. În partea de vest se află Frankenhöhe și Hohenloher Ebene, și cele mai importante munții din regiune sunt Steigerwald și Fränkische Schweiz.
Principalele râuri ale regiunii sunt rîul Main cu afluentul lui principal Regnitz. Importanți afluenți al acestora sunt râurile Tauber, Pegnitz, Rednitz și râul Fränkische Saale. Râul Jagst în partea regiunii Hohenloher Ebene în Baden-Württemberg și râul Altmühl în Mittelfranken, sunt de asemenea râuri francone.
Canalul Rin-Main-Dunăre leagă râurile Main și Dunărea, prin franconia din Bamberg prin Nürnberg la Kelheim. Prin acesta se completează legătura navigabilă pe Rin, Main și Dunăre între Marea Nordului și Marea Neagră.

## Galerie de imagini

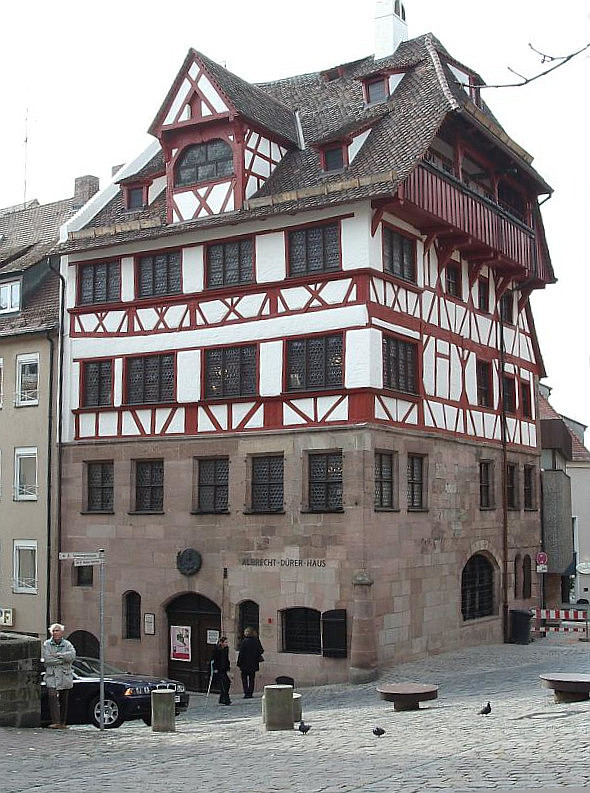
Nürnberg Casa Dürer
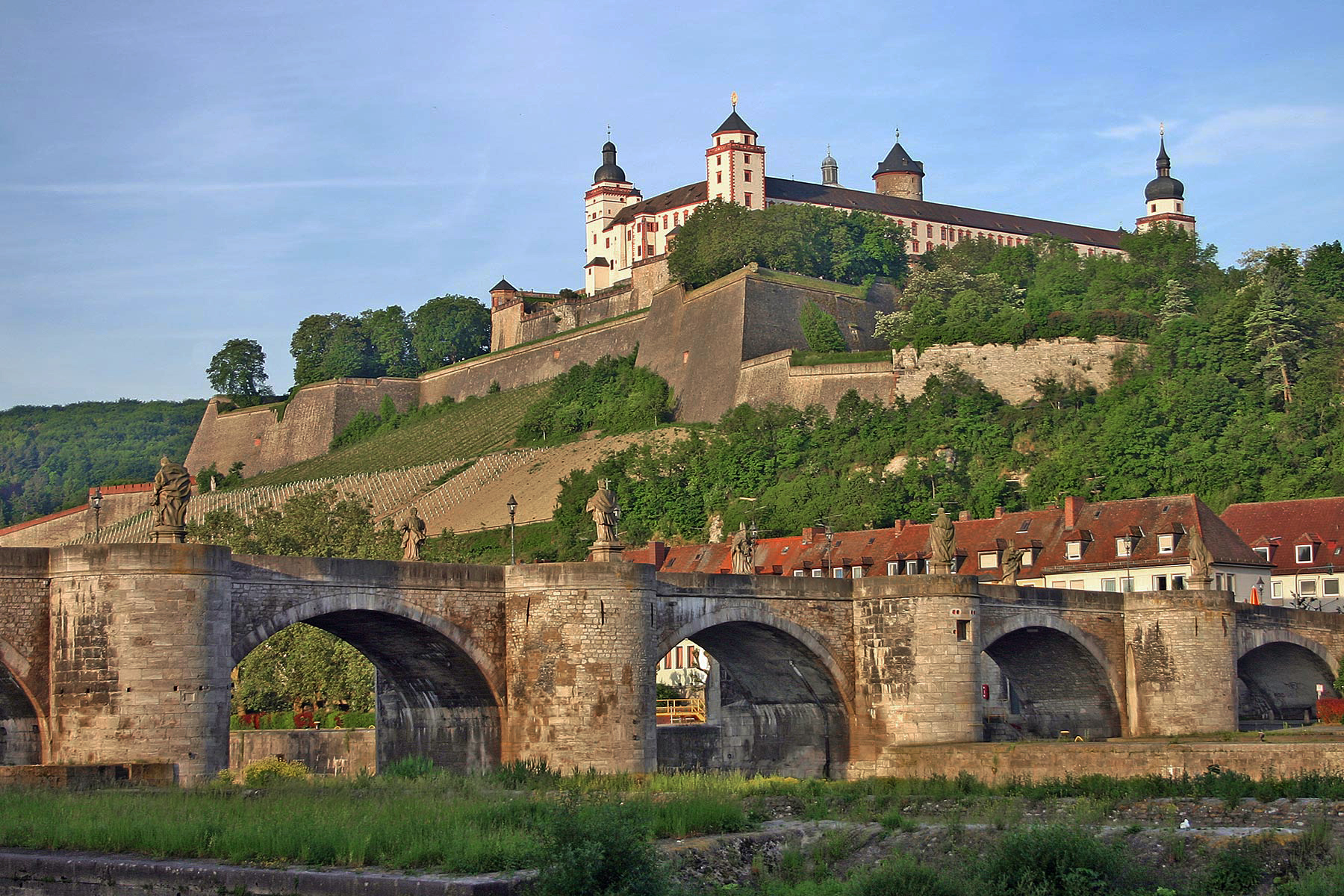
Würzburg Fortăreața Marienberg
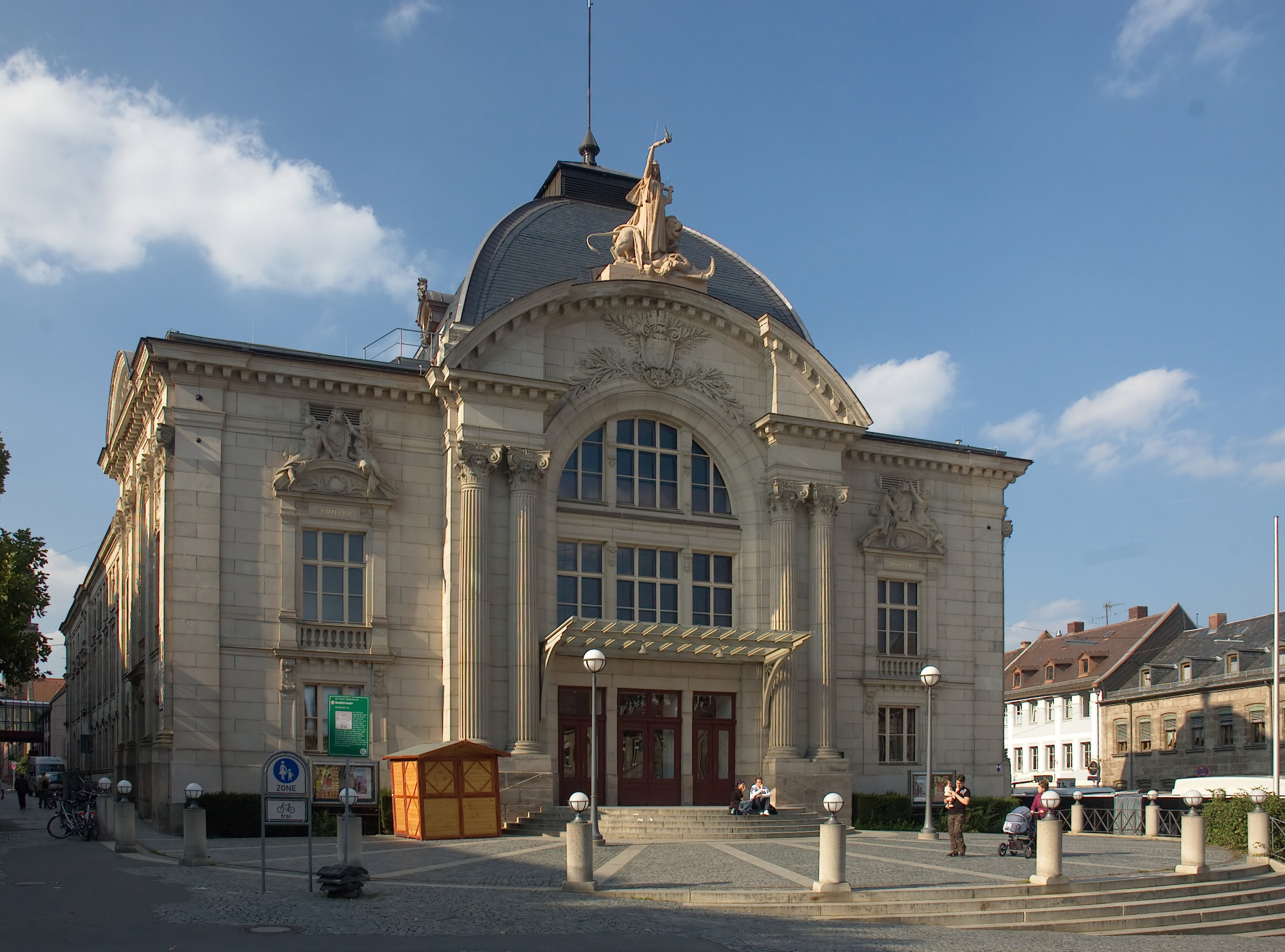
Fürth Teatrul de Stat
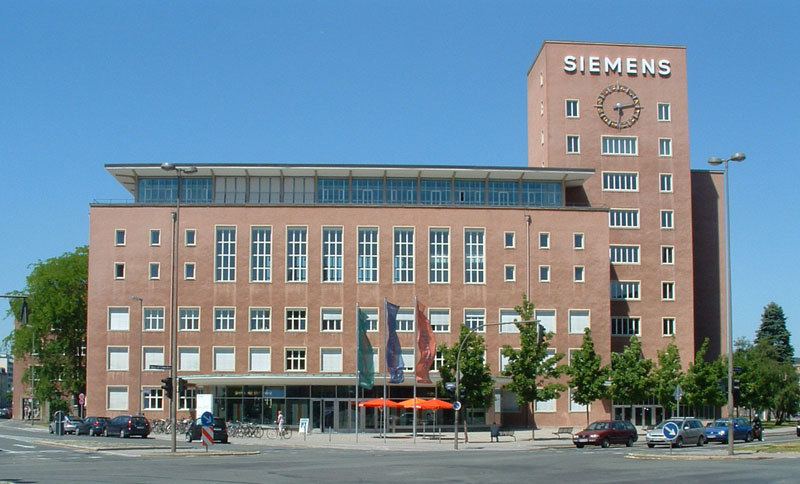
Erlangen, Siemens AG Forum
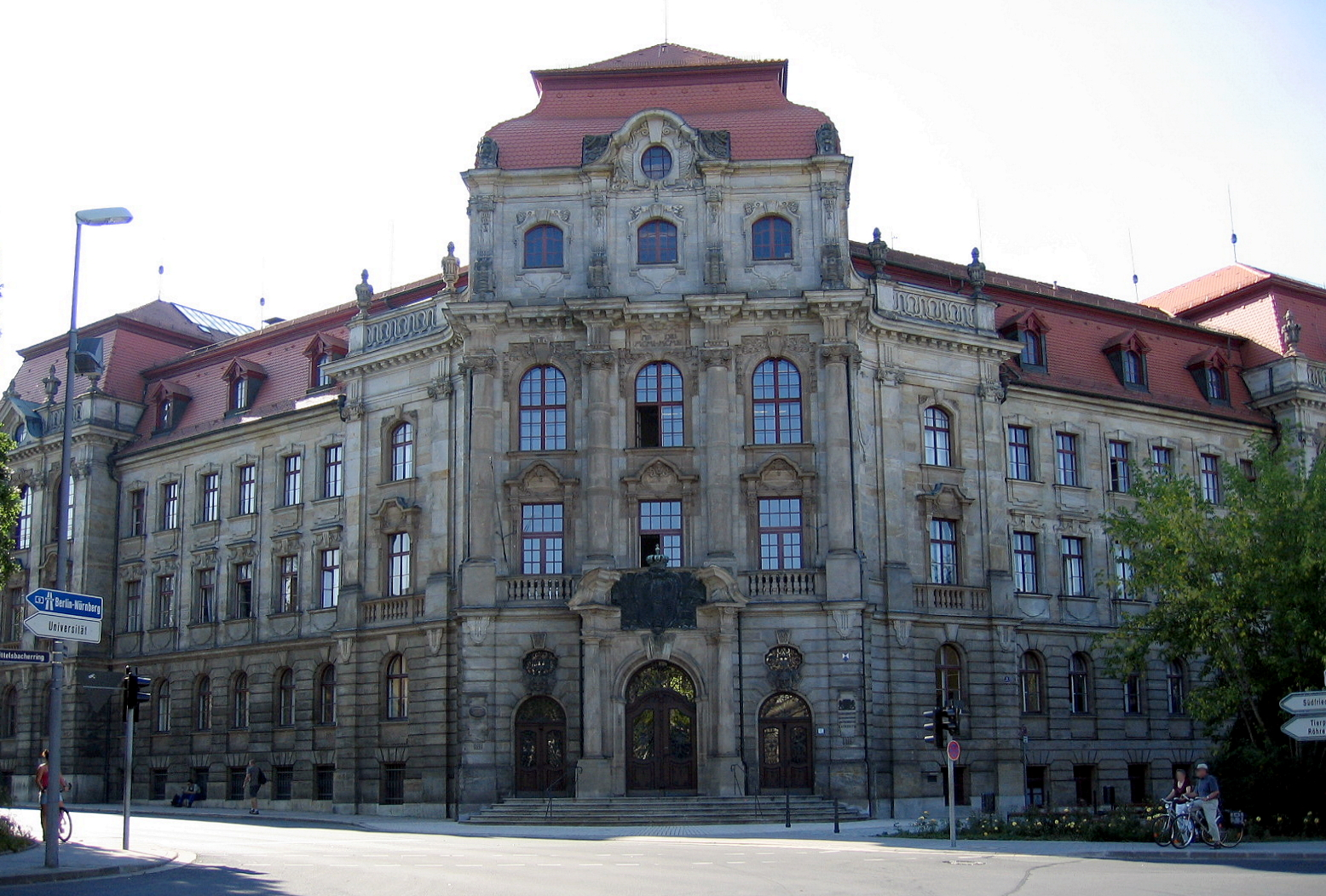
Bayreuth Palatul Justiției
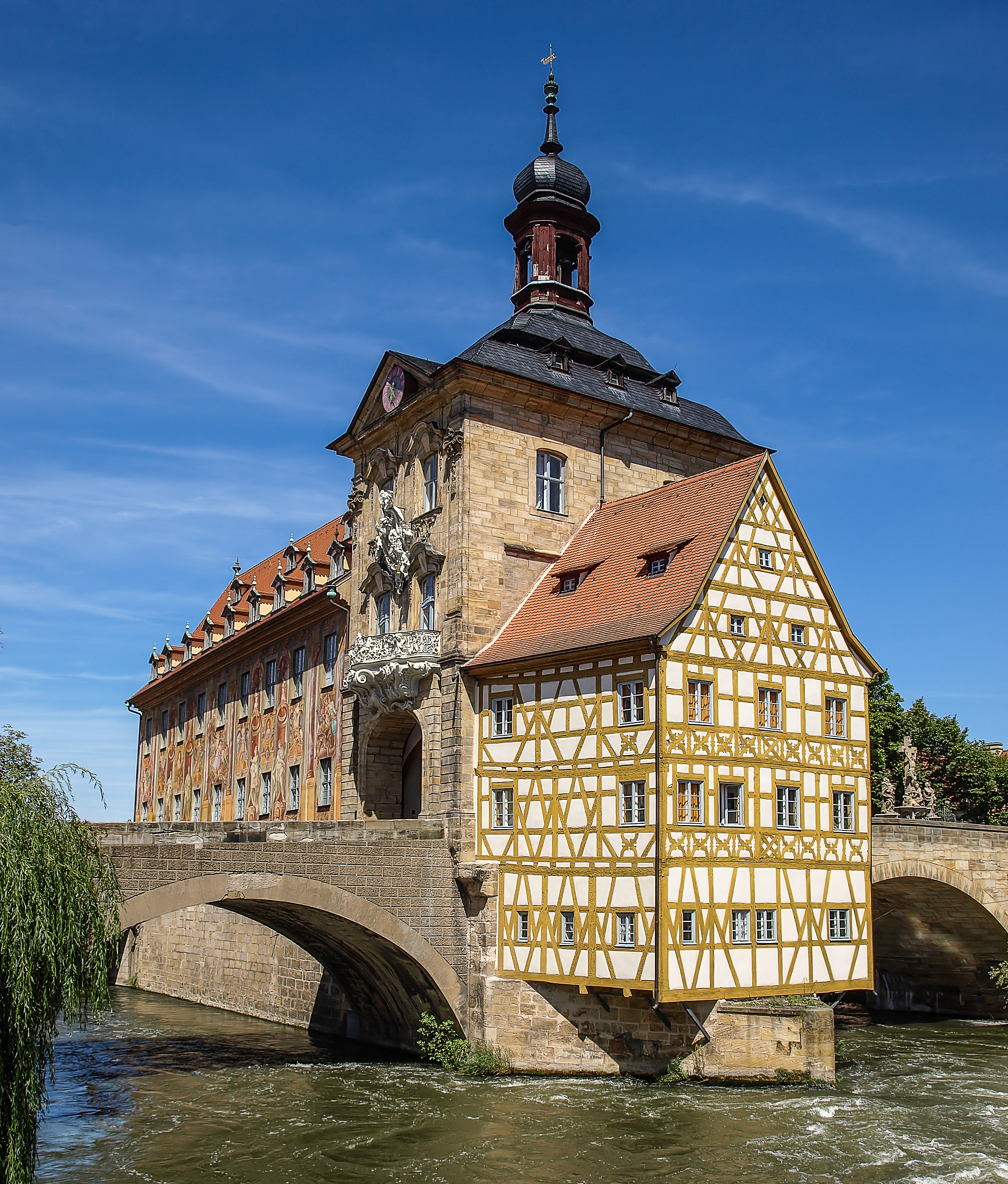
Bamberg Primăria veche
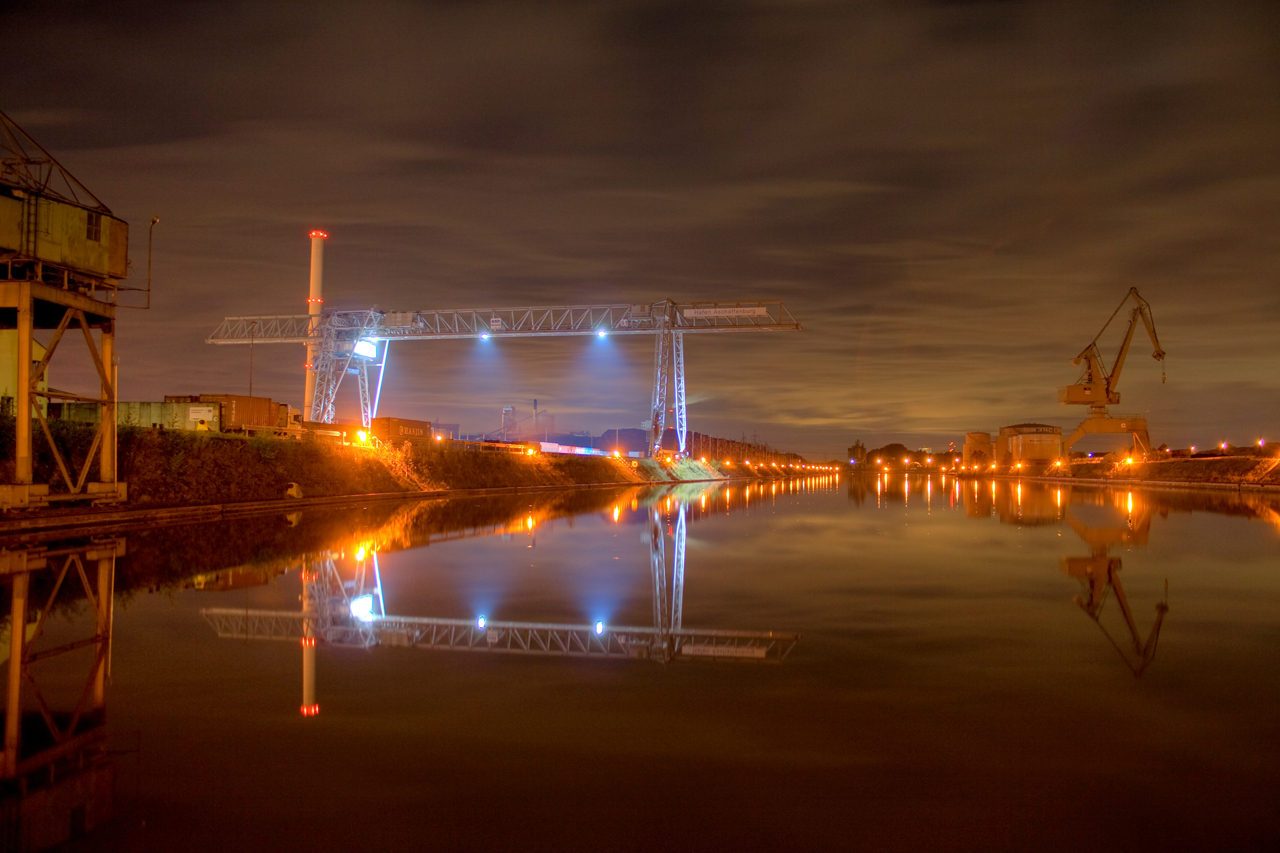
Aschaffenburg Portul noaptea
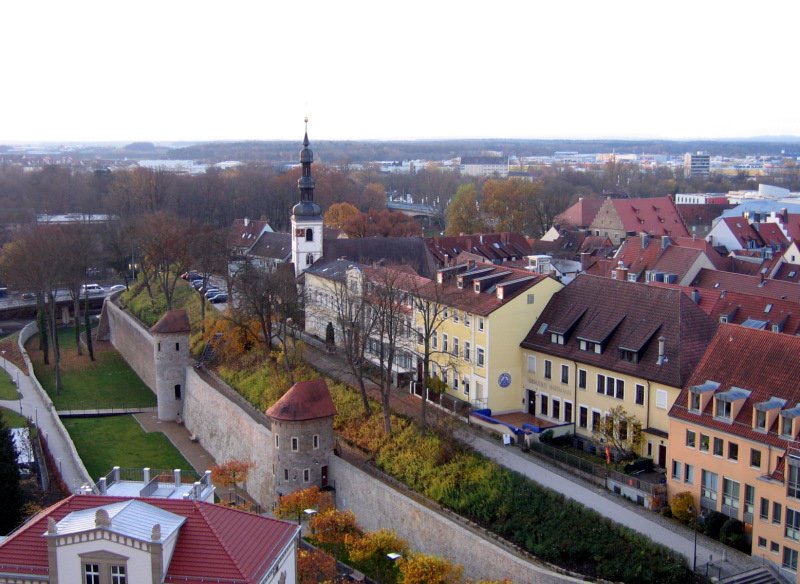
Schweinfurt Zidurile orașului vechi
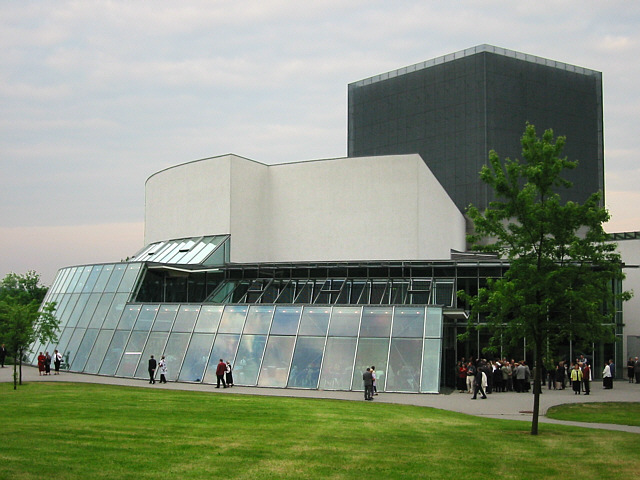
Hof Teatrul
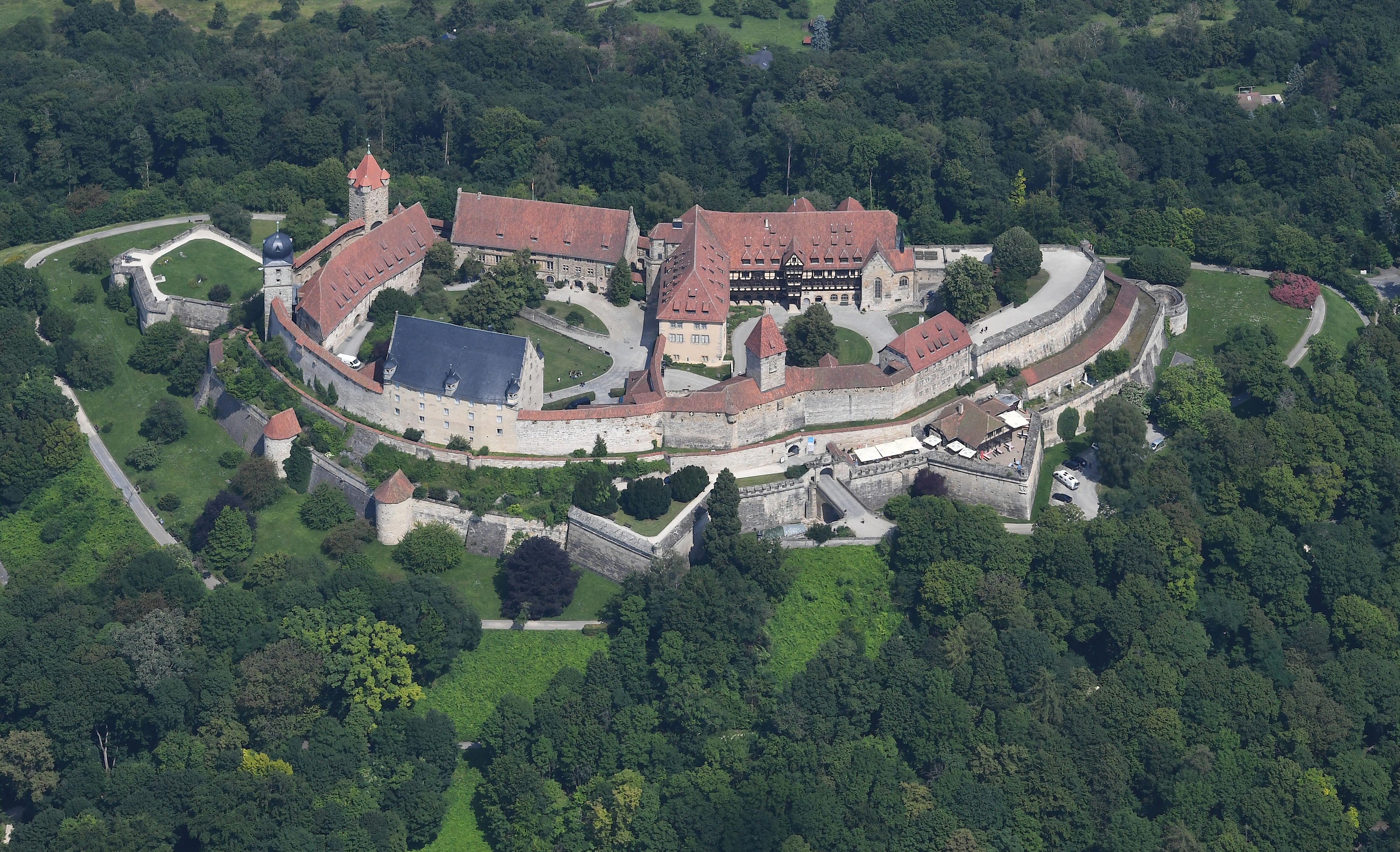
Coburg Cetatea Veste Coburg
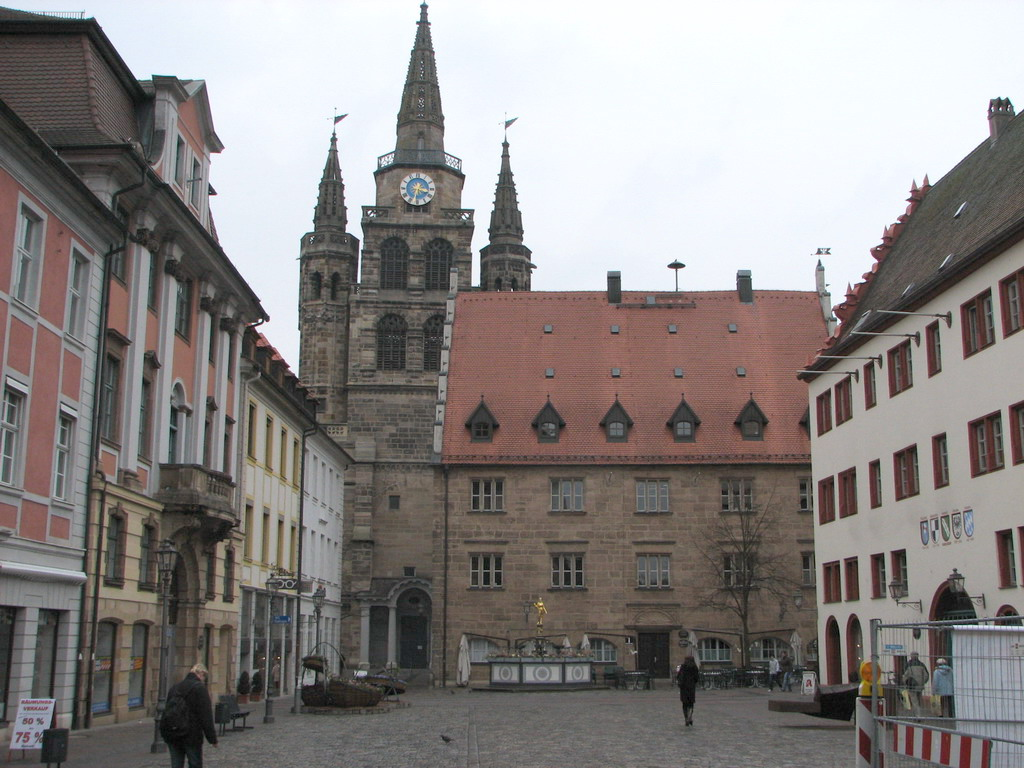
Ansbach Centrul
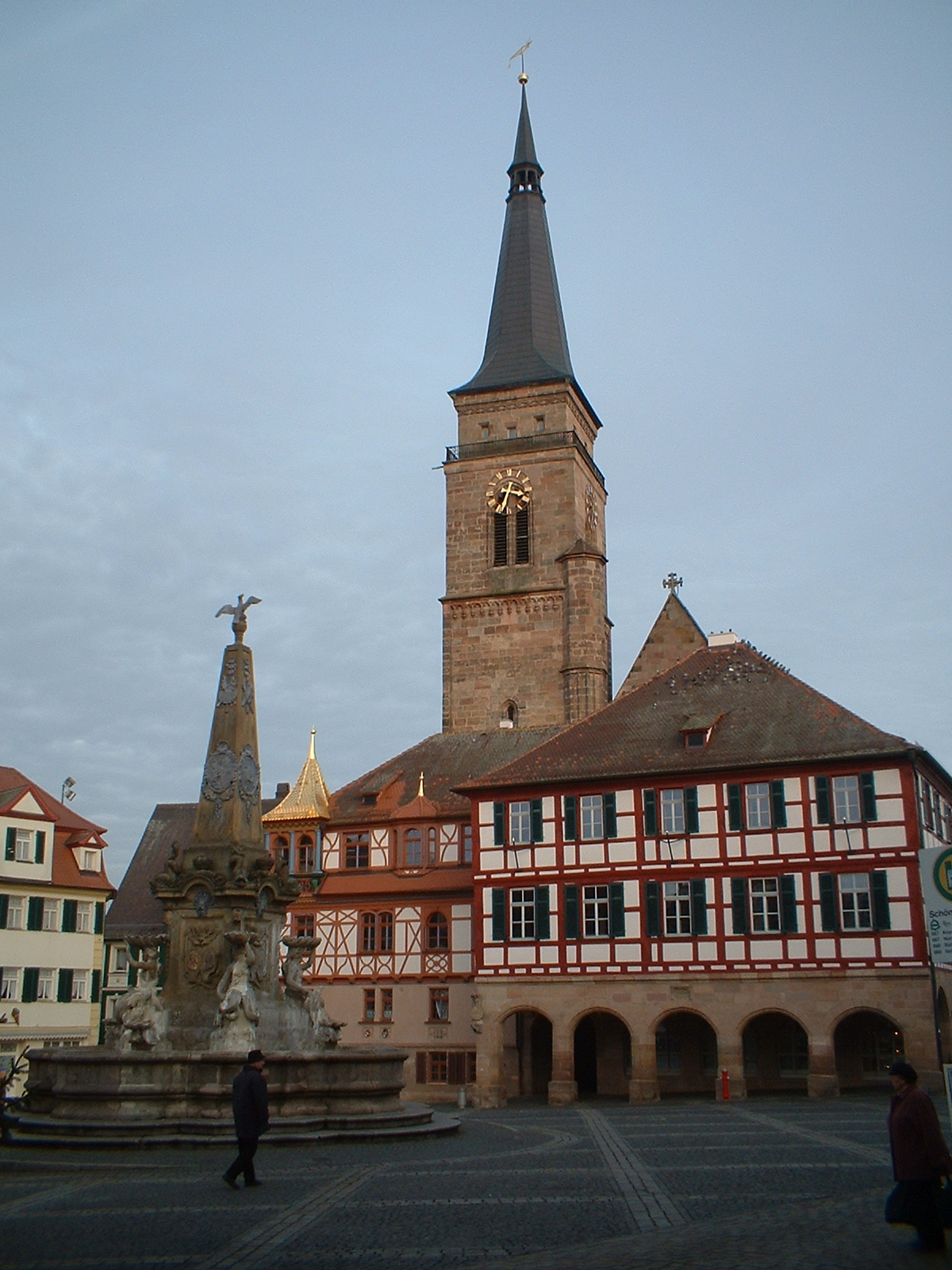
Schwabach Primăria și piața orașului
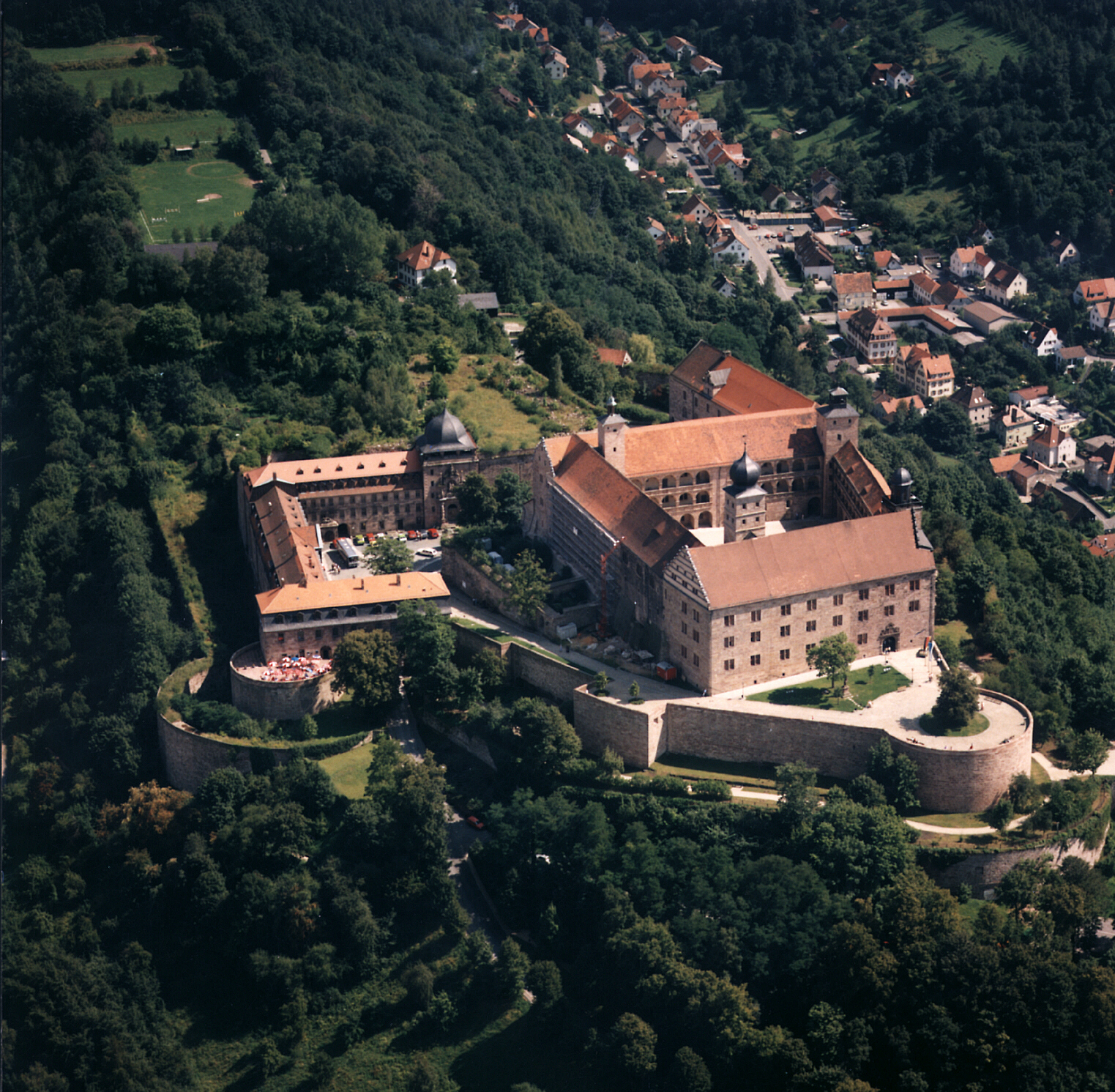
Kulmbach Plassenburg